# Campeonato Piauiense Segunda Divisão 2021
In 2021 werd het zeventiende Campeonato Piauiense Segunda Divisão gespeeld voor voetbalclubs uit de Braziliaanse staat Piauí. De competitie werd georganiseerd door de FFP en werd gespeeld van 28 augustus tot 9 oktober. Oeirense werd kampioen.

## Eerste fase
| Plaats | Club       | Wed. | W | G | V | Saldo | Ptn. |
| ------ | ---------- | ---- | - | - | - | ----- | ---- |
| 1.     | Oeirense   | 10   | 8 | 1 | 1 | 22:8  | 25   |
| 2.     | Cori-Sabbá | 10   | 4 | 4 | 2 | 12:13 | 16   |
| 3.     | Piauí (1)  | 10   | 5 | 2 | 3 | 15:14 | 13   |
| 4.     | Caiçara    | 10   | 3 | 1 | 6 | 17:17 | 10   |
| 5.     | Comercial  | 10   | 3 | 0 | 7 | 13:16 | 9    |
| 6.     | Timon      | 10   | 2 | 2 | 6 | 7:18  | 8    |

 (1): Piaui kreeg 4 strafpunten voor het opstellen van een niet-speelgerechtigde speler. 
|  | Geplaatst voor finale en promotie |

## Finale
Heen
|                 |            |       |          |  |
| 6 oktober 17:00 | Cori-Sabbá | 0 – 0 | Oeirense |  |
| 6 oktober 17:00 |            |       |          |  |

Terug
|                 |                                |       |            |  |
| 9 oktober 15:00 | Oeirense                       | 3 – 0 | Cori-Sabbá |  |
| 9 oktober 15:00 | Jhonata 15' Rayro 63' Babo 82' |       |            |  |

### Kampioen
| Campeonato Piauiense de 2021 - Segunda Divisão |
| Piaui                                          |
| ---------------------------------------------- |
| OEIRENSE Kampioen (1° titel)                   |